# Мод Вагнер
Мод Стівенс Вагнер (лютий 1877 - 30 січня 1961) — американська артистка цирку. Перша відома жінка художниця татуювання в Сполучених Штатах Америки.

## Життя і кар'єра
Вагнер народилася в 1877 році в окрузі Лайон, штат Канзас, в сім'ї Девіда Ван Бурана Стівенса і Сари Джейн МакГі.
Вагнер була аерологом і акробатом , працювала у численних мандрівних цирках. Вона познайомилася з Гусом Вагнером - художником - татуюванням, який назвав себе "наймальовничішою людиною в Америці" під час подорожей з цирками і шоу-програмами - на виставці Louisiana Purchase (Всесвітня виставка) в 1904 році, де вона працювала в якості повітряного майстра. Вона обміняла з ним романтичне побачення на урок татуювання, а через кілька років вони одружилися. Разом вони мали дочку, Лоттеву, яка почала татуювати у віці дев'яти років і сама стала художником татуювання.
Будучи ученицею свого чоловіка, Вагнер навчилася робити традиційні татуювання з ручним ударом, незважаючи на винахід татуювальної машини, і сама стала татуювальницею. Разом Вагнери були двома останніми татуювальниками, які працювали вручну, без допомоги сучасних тату-машин. Мод Вагнер була першою відомою в США жінкою-татуювальницею.
Покинувши цирк, Мод і Гас Вагнер подорожували по Сполученим Штатам, працюючи татуювальниками і «татуйованими атракціонами» в будинках Водевіль,  окружних ярмарках і розважальних залах. Їм приписують те, що вони привезли майстерність татуювання всередину країни, далеко від прибережних міст і селищ, де почалася практика.

## Смерть
Мод Вагнер померла 30 січня 1961 року в Лотон (Оклахома).